# Tobias Moretti

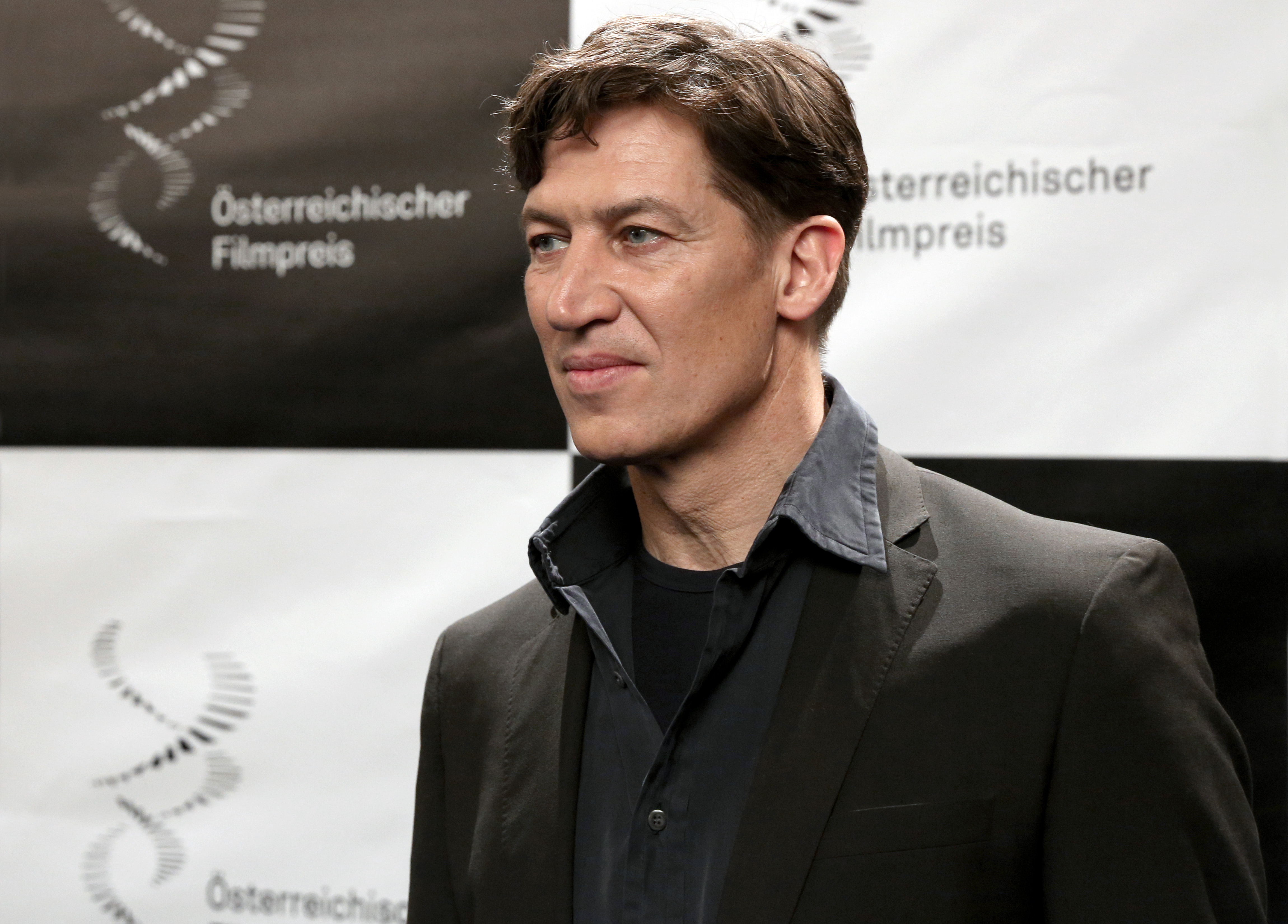
Tobias Moretti (2015)

Tobias Moretti, właśc. Tobias Bloéb (ur. 11 lipca 1959 w Gries am Brenner) – austriacki aktor telewizyjny, teatralny i filmowy.

## Życiorys

### Wczesne lata
Urodził się w Tyrolu jako najstarszy z czwórki synów Włoszki Waltraud Bloéb–Moretti i austriackiego pisarza Harry’ego Bloéba. Ma trzech młodszych braci – Tomasa, Cristopha i Gregora (ur. 3 stycznia 1968).
Opanował dobrze języki: niemiecki, angielski i włoski. Po ukończeniu studiów muzycznych kompozycji na University of Music and Applied Arts w Wiedniu, przeniósł się do Monachium i studiował aktorstwo w szkole Otto-Falckenberg. Opanował grę na fortepianie, akordeonie, skrzypcach, gitarze i klarnecie.

### Kariera
W latach 1984–85 związany był z Bayrische Staatsschauspiel w Monachium (Frank Baumbauer), w latach 1985–95 występował w Munich Kammerspiele (Dieter Dorn). Zdobywał znakomite recenzje, m.in. za role w przedstawieniach Człowiek to człowiek (Man is Man) Bertolta Brechta, Żaba (Der Frosch) Herberta Achternbuscha oraz jednej z bardziej skomplikowanych emocjonalnie sztuk szekspirowskich Troilus i Kresyda (Troilus & Cressida). Odnosił także sukcesy na festiwalu teatralnym w Salzburgu.
Na małym ekranie pojawił się w telewizyjnym filmie niemieckim ZDF Wilhelm Busch (1986) jako młody Wilhelm Busch, uważany za praojca komiksu. Szerokie rzesze publiczności zjednał sobie rolą inspektora Richiego Mosera w austriacko-niemieckim serialu kryminalnym Sat 1 Komisarz Rex (Kommissar Rex, 1994–98), w którym zastępuje zmarłego właściciela i pana tytułowego psa, owczarka niemieckiego Rexa, a z biegiem czasu rozwija się między nimi duże zaufanie i tworzą zgraną parę detektywów. Rola ta przynosiła mu zyski – 50 tys. marek (30 tys. dolarów) za odcinek – oraz została obsypana licznymi nagrodami: Bayrische Filmpreis, trzy razy Romy, Silver Tulip, Bavarian TV (1995), Złotym Lewem (1996), Nagrodą Niemieckiej Telewizji (1996), Złotym Kablem (Niemcy, 1996) i Telegatto (Włochy, 1998). Jednak po czterdziestu trzech odcinkach postać Mosera została uśmiercona i zastąpiona przez Alexandra Brandtnera (Gedeon Burkhard), a potem Marca Hoffmanna (Alexander Pschill).
W 2001 roku debiutował jako reżyser opery z muzyką Mozarta Rozpustnik ukarany, czyli Don Juan na festiwalu w Bregencji.

## Życie prywatne
31 sierpnia 1997 roku poślubił Julię Wilhelm (ur. 1971r.), oboistkę. Mają troje dzieci: Antonię (ur. w sierpniu 1998), Lenz Valentino (ur. w lutym 2000) i Rosę Cäcilię (ur. w lutym 2011). Zamieszkał z rodziną w Toskanii.

## Nagrody
| Rok  | Nagroda                                         | Kategoria                             | Tytuł | Rezultat  |
| ---- | ----------------------------------------------- | ------------------------------------- | --- | --------- |
| 1994 | Złoty Lew                                       | Najlepszy aktor                       | Komisarz Rex (Kommissar Rex, 1994)                                                                                           | Wygrana   |
| 1994 | Złote Kable (Niemcy)                            | Najlepszy aktor                       | Komisarz Rex (Kommissar Rex, 1994)                                                                                           | Wygrana   |
| 1995 | Bayerischer Fernsehpreis                        | Najlepszy aktor                       | Komisarz Rex (Kommissar Rex, 1994)                                                                                           | Wygrana   |
| 1995 | Złote Romy (Austria)                            | Najlepsza serialowa gwiazda           | – | Wygrana   |
| 1996 | Złote Romy (Austria)                            | Najlepsza serialowa gwiazda           | – | Wygrana   |
| 1997 | Złote Romy (Austria)                            | Najlepsza serialowa gwiazda           | – | Wygrana   |
| 1998 | Telegatto (Włochy)                              | Najlepszy aktor                       | Komisarz Rex (Kommissar Rex, 1997)                                                                                           | Wygrana   |
| 1999 | Adolf Grimme (Niemcy)                           | Najlepszy aktor                       | Krambambuli (1998) z Xaverem Schwarzenbergerem, Christine Neubauer i Gabrielem Barylli                                       | Wygrana   |
| 2001 | Złote Romy (Austria)                            | Ulubiony aktor                        | – | Wygrana   |
| 2001 | Adolf Grimme (Niemcy) – Tanz mit dem Teufel     | Ulubiony aktor                        | Die Entführung des Richard Oetker (2002) i Krambambuli (1999) z Peterem Keglevicem, Sebastianem Kochem i Christophem Waltzem | Wygrana   |
| 2002 | Pfeifenraucher des Jahres (Bavarian Film Prize) | –                                     | – | Wygrana   |
| 2003 | Złote Romy (Austria)                            | Ulubiony aktor                        | – | Wygrana   |
| 2004 | Złote Romy (Austria)                            | Ulubiony aktor                        | – | Wygrana   |
| 2004 | Bayerischer Fernsehpreis                        | Ulubiony aktor                        | – | Wygrana   |
| 2004 | Deutscher Fernsehpreis                          | Najlepszy aktor filmowy               | Die Rückkehr des Tanzlehrers (2004)                                                                                          | Nominacja |
| 2005 | Nestroy-Theaterpreis                            | Najlepszy aktor                       | – | Nominacja |
| 2005 | Gertrud-Eysoldt-Ring (festiwal w Salzburgu)     | Najlepszy aktor                       | König Ottokars Glück und Ende Franza Grillparzera                                                                            | Wygrana   |
| 2011 | Österreichischen Filmpreis                      | Najlepszy odtwórca Ferdinanda Mariana | Jud Süss – Film ohne Gewissen (2010)                                                                                         | Nominacja |
| 2012 | Ehrenzeichen des Landes Tirol                   | Ulubiony aktor                        | – | Wygrana   |
| 2013 | Bayerischen Fernsehpreis                        | Najlepszy aktor                       | Mobbing (2012) | Nominacja |
| 2014 | Bayerischer Filmpreis (Bavarian Film Prize)     | Najlepszy aktor                       | Das finstere Tal (2014) i Hirngespinster (2014)                                                                              | Wygrana   |
| 2014 | Lola (Deutscher Filmpreis)                      | za rolę Hansa Brennera w westernie    | Mroczna dolina (Das finstere Tal, 2014)                                                                                      | Wygrana   |
| 2015 | Diagonale (Filmfestival w Salzburgu)            | Wielka nagroda aktorska               | – | Wygrana   |
| 2015 | Bambi                                           | Aktor Narodowy                        | – | Wygrana   |

## Filmografia

### Filmy fabularne
- 1988: Klątwa (Der Fluch) jako ratownik
- 1990: Der Rausschmeißer jako Harry
- 1996: Workaholic jako Max
- 1997: Józef (Ein Herz wird wieder jung) jako Paul
- 1998: Deine Besten Jahre jako Manfred Minke
- 2006: Janu Nakts (Midsummer Madness) jako Peteris
- 2006: Der Liebeswunsch jako Leonhard
- 2007: Ja, Don Giovanni (Io, Don Giovanni) jako Casanova
- 2007: "Wyspa Skarbów" ("Die Schatzintzel") jako "długi" John Silver
- 2008: 1 1/2 Ritter – Auf der Suche nach der hinreißenden Herzelinde jako Schwarzer Ritter
- 2010: Zeiten ändern Dich
- 2010: Jud Süss – Film ohne Gewissen jako Ferdinand Marian
- 2012: Yoko jako Thor van Sneider
- 2014: Mroczna dolina (Das finstere Tal) jako Hans Brenner
- 2014: The Decent One (dokumentalny) jako Heinrich Himmler
- 2015: Wieczne życie (Das ewige Leben) jako Aschenbrenner
- 2015: Mój przyjaciel orzeł (Brothers of the Wind) jako Keller
- 2017: Piekło (Die Hölle) jako Christian Steiner

### Filmy TV
- 1986: Wilhelm Busch jako młody Wilhelm Busch
- 1995: Night of Nights
- 1995: Unser Opa ist der Beste jako Wolfgang Ohr
- 1997: Odwieczna pieśń (Silent Night) jako pastor Joseph Mohr
- 1997: Die Bernauerin jako Herzog
- 1997: Mein Opa und die 13 Stühle jako Ohr
- 1998: Mortal Friends jako Nico Möller
- 1998: Clarissa jako Gottfried
- 1998: Krambambuli jako Wolf Pachler
- 1999: Deine besten Jahre jako Manfred Minke
- 1999: Cienie (Shadows) jako Davide Berger
- 1999: Alphamann: Amok' jako Martin Buchmüller
- 1999: Józef z Nazaretu (Giuseppe di Nazareth) jako Józef
- 1999: Zagubieni w śniegu (Cristallo di rocca) jako Joseph
- 1999: Die Nichte und der Tod jako Jeff Meltzer
- 2000: Trivial Pursuit jako Paul
- 2001: Der Tanz mit dem Teufel – Die Entführung des Richard Oetker jako Georg Kufbach
- 2001: Das Tattoo jako Karl
- 2002: Ein Hund kam in die Küche jako Stefan Schuster
- 2002: Gefährliche Nähe und du ahnst nichts jako Harry Möllemann
- 2002: Andreas Hofer 1809 – Die Freiheit des Adlers jako Andreas Hofer
- 2002: Sen o nożu (All Around the Town) jako Billy Hawkins/Bic
- 2002: Der Narr und seine Frau heute Abend in Pancomedia jako Zacharias Werner
- 2002: Käthchens Traum jako Wetter vom Strahl
- 2002: The Return of the Dancing Master jako Stefan Lindman
- 2003: Schwabenkinder jako Kooperator
- 2006: König Ottokars Glück und Ende jako król Ottokar
- 2007: Du gehörst mir jako Wolf
- 2008: Das jüngste Gericht jako Thomas Dorn
- 2009: Geliebter Johann geliebte Anna jako Erzherzog Johann
- 2010: Amigo – Bei Ankunft Tod jako Amigo Steiger
- 2011: Violetta jako Antonio Caleffi
- 2011: Bauernopfer  jako Andi Gruber
- 2012: Mobbing jako Joachim „Jo“ Rühler
- 2014: Alles Fleisch ist Gras jako Nathan Weiss
- 2014: Das Zeugenhaus jako Rudolf Diels
- 2015: Luis Trenker-Der Schmale Grat der Wahrheit jako Luis Trenker
- 2015: Berlin Eins (Mordkommission Berlin 1) jako Immanuel Tauss

### Seriale TV
- 1990: Die Piefke-Saga jako Josef 'Joe' Rotter
- 1994–98: Komisarz Rex (Kommissar Rex) jako Richie Moser
- 1998: Mia, Liebe meines Lebens jako Johnny Ryan
- 2002: Juliusz Cezar (Julius Caesar) jako Gajusz Kasjusz
- 2006: Speer i Hitler: Architekt diabła (Speer and Hitler: The Devil’s Architect) jako Adolf Hitler
- 2009: Collection Fred Vargas (L’homme à l'envers, TV Francja) jako Lawrence
- 2015: Universum History – Luis Trenker – Der schmale Grat der Wahrheit jako Luis Trenker